# Turó de les Mentides (Olesa de Bonesvalls)
|  | «Turó de les Mentides» redirigeix aquí. Vegeu-ne altres significats a «Turó de les Mentides (les Franqueses del Vallès)». |

El Turó de les Mentides és una muntanya de 539 metres que es troba entre els municipis d'Olesa de Bonesvalls i de Subirats, a la comarca de l'Alt Penedès.